# Clarkson (Nebraska)
Clarkson és una ciutat dels Estats Units a l'estat de Nebraska. Segons el cens del 2000 tenia 685 habitants.

## Demografia
Segons el cens del 2000, Clarkson tenia 685 habitants, 311 habitatges, i 185 famílies. La densitat de població era de 383,3 habitants per km².
Dels 311 habitatges en un 25,7% hi vivien nens de menys de 18 anys, en un 53,7% hi vivien parelles casades, en un 4,8% dones solteres, i en un 40,5% no eren unitats familiars. En el 38,9% dels habitatges hi vivien persones soles el 23,2% de les quals corresponia a persones de 65 anys o més que vivien soles. El nombre mitjà de persones vivint en cada habitatge era de 2,2 i el nombre mitjà de persones que vivien en cada família era de 2,95.
Per edats la població es repartia de la següent manera: un 24,4% tenia menys de 18 anys, un 6,3% entre 18 i 24, un 25,1% entre 25 i 44, un 18,1% de 45 a 60 i un 26,1% 65 anys o més.
L'edat mediana era de 41 anys. Per cada 100 dones de 18 o més anys hi havia 83,7 homes.
La renda mediana per habitatge era de 26.726 $ i la renda mediana per família de 36.094 $. Els homes tenien una renda mediana de 25.625 $ mentre que les dones 20.938 $. La renda per capita de la població era de 14.189 $. Aproximadament el 6,5% de les famílies i el 9,1% de la població estaven per davall del llindar de pobresa.

## Poblacions properes
El següent diagrama mostra les poblacions més properes.